# Keswick (Iowa)
Keswick é uma cidade localizada no estado americano de Iowa, no Condado de Keokuk.

## Demografia
Segundo o censo americano de 2000, a sua população era de 295 habitantes.
Em 2006, foi estimada uma população de 293, um decréscimo de 2 (-0.7%).

## Geografia
De acordo com o United States Census Bureau tem uma área de
1,1 km², dos quais 1,1 km² cobertos por terra e 0,0 km² cobertos por água. Keswick localiza-se a aproximadamente 260 m acima do nível do mar.

## Localidades na vizinhança
O diagrama seguinte representa as localidades num raio de 16 km ao redor de Keswick.